# Kiss of the Dragon
Kiss of the Dragon is een actiefilm uit 2001 van Chris Nahon met Jet Li, Bridget Fonda en Tchéky Karyo.

## Verhaal
Liu Jian, een Chinese geheim agent, komt naar Parijs voor een gevoelige en geheime speciale taak. Samen met de Franse politie, moet hij een Frans-Chinese drug samenzwering identificeren en onschadelijk maken. Maar het hoofd van de politie is corrupt, en door middel van een samenzwering wordt Liu de meest opgejaagde man van Parijs. De enige persoon die hij kan vertrouwen, is de prostituee Jessica (Bridget Fonda), en samen zijn ze geworpen in een dodelijke achtervolging in het centrum van Parijs.

## Rolverdeling
- Jet Li - Liu Jian
- Bridget Fonda - Jessica Kamen
- Tchéky Karyo - Jean-Pierre Richard
- Max Ryan - Lupo
- Ric Young - Mister Big
- Burt Kwouk - Uncle Tai
- Kentaro - Chen
- Laurence Ashley - Aja
- Cyril Raffaelli - Twin
- Didier Azoulay - Twin
- John Forgeham - Max
- Paul Barrett - Pilot
- Colin Prince - Lupo's Assistant
- Vincent Glo - Pluto
- Vincent Wong - Minister Tang